# Benoît Debie
Benoît Debie (* 1968 in Liège) ist ein belgischer Kameramann.
Benoît Debie absolvierte ein Studium an der Filmhochschule IAD in Brüssel. Ab Anfang der 1990er Jahre wurde er als Kameramann beim Fernsehen tätig und erstellte erste Kurzfilme. Sein erster Spielfilm war Irreversibel des Regisseurs Gaspar Noé, für den er weiterhin tätig blieb.
Benoît Debie erhielt eine Reihe von Auszeichnungen und Nominierungen, darunter 2014 eine Nominierung für den Independent Spirit Award für die beste Kamera bei Spring Breakers. Im Rahmen der 44. César-Verleihung wurde er für The Sisters Brothers in der Kategorie Beste Kamera ausgezeichnet. 2019 erhielt er außerdem bei den Prix Lumières die Auszeichnung für die Beste Kamera.

## Filmografie (Auswahl)
- 2002: Irreversibel (Irréversible)
- 2004: The Card Player – Tödliche Pokerspiele (il cartaio)
- 2006: Zwei Tage Zwei Nächte (Day Night Day Night)
- 2007: Joshua – Der Erstgeborene (Joshua)
- 2008: Vinyan
- 2009: Passage (Kurzfilm)
- 2009: Enter the Void
- 2009: Carriers
- 2010: The Runaways
- 2012: Get the Gringo
- 2012: Spring Breakers
- 2014: Lost River
- 2015: Love
- 2015: Every Thing Will Be Fine
- 2016: Die Tänzerin (La danseuse)
- 2016: Die schönen Tage von Aranjuez, (Les beaux jours d’Aranjuez)
- 2017: Grenzenlos (Submergence)
- 2018: The Sisters Brothers
- 2019: Beach Bum (The Beach Bum)
- 2019: Lux Æterna
- 2021: Vortex
- 2023: Seneca – Oder: Über die Geburt von Erdbeben (Seneca)